# ويليام تشرتش موير
ويليام تشرتش موير هو شخصية أعمال كندي، ولد في 2 مايو 1822 في هاليفاكس في كندا، وتوفي في 5 يوليو 1896.